# Bărbătești (gmina w okręgu Gorj)
Bărbătești – gmina w Rumunii, w okręgu Gorj. Obejmuje miejscowości Bărbătești, Musculești, Petrești i Socu. W 2011 roku liczyła 1674 mieszkańców.